# 30 شعبان
- السبت
- الأحد
- الاثنين
- الثلاثاء
- الأربعاء
- الخميس
- الجمعة

- 2525 يناير 2025
- 2626 يناير 2025
- 2727 يناير 2025
- 2828 يناير 2025
- 2929 يناير 2025
- 3030 يناير 2025
- 131 يناير 2025
- 21 فبراير 2025
- 32 فبراير 2025
- 43 فبراير 2025
- 54 فبراير 2025
- 65 فبراير 2025
- 76 فبراير 2025
- 87 فبراير 2025
- 98 فبراير 2025
- 109 فبراير 2025
- 1110 فبراير 2025
- 1211 فبراير 2025
- 1312 فبراير 2025
- 1413 فبراير 2025
- 1514 فبراير 2025
- 1615 فبراير 2025
- 1716 فبراير 2025
- 1817 فبراير 2025
- 1918 فبراير 2025
- 2019 فبراير 2025
- 2120 فبراير 2025
- 2221 فبراير 2025
- 2322 فبراير 2025
- 2423 فبراير 2025
- 2524 فبراير 2025
- 2625 فبراير 2025
- 2726 فبراير 2025
- 2827 فبراير 2025
- 2928 فبراير 2025

30 شعبان أو 30 شعبان المُعَظّم أو يوم 30 \ 8 (اليوم الثلاثون من الشهر الثامن) هو اليوم السابع والثلاثون بعد المائتين (237) من أيَّام السنة (أو الثامن والثلاثون بعد المائتين لو كان شهر جمادى الآخرة مُتممًا لليوم الثلاثين أو التاسع والثلاثون بعد المائتين لو أتم كلاً من صفر وربيع الآخر وجمادى الآخرة ثلاثين يوماً) وفق التقويم الهجري القمري (العربي). يبقى بعده 117 أو 118 يومًا لانتهاء السنة. هو اليوم الآخير من أيام شهر شعبان، ولا يتكرر هذا اليوم لأن الرؤية قد تثبت عند يوم 29.

## أحداث
- 6 هـ - الرسول محمد يبعث علي بن أبي طالب في سرية إلى بني سعد بن بكر بفدك، وذلك لأن الرسول بلغه أنهم يريدون أن يمدوا يهود خيبر بجمع منهم، فأغاروا عليهم وأخذوا خمسمائة بعير وألفي شاة.
- 1428 هـ - زلزال عنيف بلغت قوته 8.4 درجات على مقياس ريختر يضرب محافظة بنغكولو في إندونيسيا.

## وفيات
- 50 هـ - المغيرة بن شعبة الثقفي، صحابي ووالي البصرة في العصر الأموي.
- 158 هـ - زفر بن الهذيل، أحد أهم شيوخ المذهب الحنفي.
- 210 هـ - الفضل بن دكين، إمام مُحدث.
- 415 هـ - ابن النقيب، أحد أئمة السنة في القرن الخامس الهجري.
- 711 هـ - ابن منظور، أديب ومؤرّخ وفقيه مسلم.

## وصلات خارجية
- موقع قصة الإسلام: حدث في شهر شعبان.